# اسپلوی
اِسپِلوی (به [] Error: {{Lang-xx}}: فاقد متن (راهنما)) یکی از دهستان‌های استان خائن در کشور اسپانیا است. این شهر با مساحت ۲۵ کیلومتر مربع، ۷۳۵ تن جمعیت دارد. این شهرک در سال ۱۹۵۰ به وسیلهٔ انستیتو ناسیونال کلونیزاسیون توازن جمعیت شده و ساکنان آن افزایش یافت.